# Monoartrite
Monoartrite é uma inflamação de uma articulação por vez. Geralmente é causada por trauma, infecção ou artrite por cristais.